# Pavonia aurantia
Pavonia aurantia är en malvaväxtart som beskrevs av Brother Alain. Pavonia aurantia ingår i släktet påfågelsmalvor, och familjen malvaväxter. Inga underarter finns listade i Catalogue of Life.